# 太阳街道
太阳街道，是中华人民共和国辽宁省大連市瓦房店市下辖的一个乡镇级行政单位。

## 行政区划
太阳街道下辖以下地区：
楼房村、那屯村、罗家沟村、榆树房村、潘大屯村、王店村、舒店村、大河沿村、马莲村和张屯村。